# Радовский, Виталий Петрович
Виталий Петрович Радовский (11 мая 1920, Верхнеудинск — 13 сентября 2001, Московская область) — советский конструктор ракетных двигателей, учёный, главный конструктор Конструкторского бюро энергетического машиностроения, член-корреспондент АН СССР (1987), Герой Социалистического Труда (1976).

## Биография

### Ранние годы
Родился 11 мая 1920 года в городе Верхнеудинск Забайкальской области. В 1937 году окончил среднюю школу № 6 в Севастополе и поступил в Московский авиационный институт имени С. Орджоникидзе.
После окончания 4-го курса МАИ в августе 1941 года призван в РККА и поступил в военную авиационную школу первоначального обучения лётчиков, созданную на базе Центрального аэроклуба имени В. П. Чкалова. В феврале 1942 года, после окончания ВАШПОЛ, был демобилизован из армии и направлен для окончания учёбы в Московском авиационном институте (МАИ). В июне 1943 года окончил МАИ.

### Работа в оборонной промышленности
Был распределён на авиационный завод № 456, где работал: технологом, мотористом и бортмехаником на лётной станции, конструктором, старшим инженером и старшим инженером-конструктором. В середине 1946 года завод был передан в ведение ОКБ-СД, разместившегося на его базе и переименованного в ОКБ-456.
С июля 1946 по февраль 1947 года Радовский был командирован в Германию, город Нордхаузен, где занимался изучением немецкой трофейной ракетной техники.
С марта 1948 года — инженер-конструктор 52 отдела ОКБ-456. Занимался расчётами конструирования и доводки одного из агрегатов ракетного двигателя. В 1950 году окончил Высшие инженерные курсы при МВТУ имени Н. Э. Баумана и назначен начальником группы отдела 52. Занимался разработкой схем изделий, компоновкой и проводил доводочные работы. С марта 1953 года — ведущий конструктор, а с марта 1959 года — начальник отдела 52. В сентябре 1961 года назначен заместителем главного конструктора ОКБ-456.
С 1974 года — начальник и главный конструктор Конструкторского бюро энергетического машиностроения. Под руководством Радовского была создана развитая инфраструктура, восполняющая все необходимые компоненты технологического цикла создания жидкостных ракетных двигателей: интеллектуальный и кадровый потенциал, производственное оснащение современным специализированным оборудованием, уникальная стендовая база для всех видов испытаний агрегатов и ЖРД в целом.
При его непосредственном участии созданы двигатели: РД-251 и РД-252 для межконтинентальной баллистической ракеты Р-36; РД-261 и РД-262 для ракеты-носителя «Циклон»; РД-264 для МБР Р-36М ; РД-268 для МБР УР-100; РД-301 для ракеты-носителя «Протон-К». Под руководством В. П. Радовского разработаны двигатели: РД-170 и РД-171 для ракет-носителей «Энергия» и «Зенит», РД-274 для межконтинентальной баллистической ракеты Р-36М2, РД-275 для ракеты-носителя «Протон», РД-701 для орбитального корабля системы МАКС, а также ядерная энергетическая установка «Топаз».
В январе 1990 года, после выхода НПО «Энергомаш» из подчинения НПО «Энергия», В. П. Радовский стал генеральным директором и генеральным конструктором объединения и занимал эти должности до своего ухода на пенсию в марте 1991 года.

### Смерть
Виталий Петрович Радовский умер 13 сентября 2001 года. Он похоронен на Машкинском кладбище города Химки, Московской области.

## Награды и звания
- Герой Социалистического Труда — звание присвоено закрытым Указом Президиума Верховного Совета СССР от 12 августа 1976 года за большой вклад в разработку и конструирование новой ракетной техники
- Два ордена Ленина
- Два ордена Трудового Красного Знамени
- Орден «Знак Почёта», медали
- Лауреат Ленинской (1960) и Государственной премий СССР (1985)